# Viggo di Rosenborg
Viggo di Rosenborg (Copenaghen, 25 dicembre 1893 – Ebeltoft, 4 gennaio 1970) è stato un principe danese. Era il figlio più giovane del principe Valdemaro di Danimarca e della principessa Maria di Orléans.

## Biografia

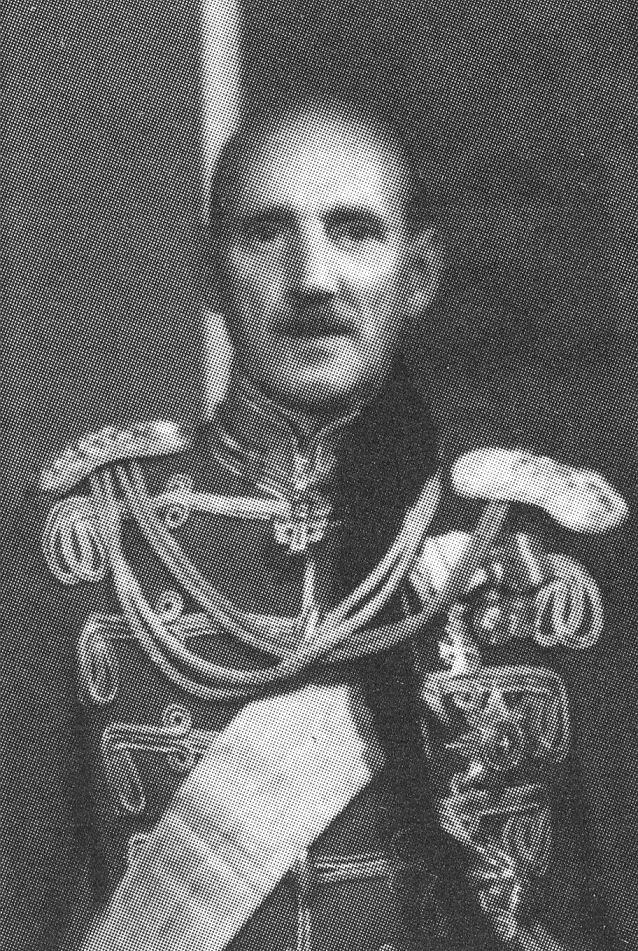
Il conte Viggo di Rosenborg.

Viggo di Danimarca nacque il 25 dicembre 1893 nel Palazzo Giallo, residenza reale danese adiacente al complesso di Amalienborg, a Copenaghen. Era il quarto figlio del principe Valdemaro di Danimarca e della consorte, la principessa Maria d'Orléans; Viggo apparteneva così alla dinastia di Schleswig-Holstein-Sonderburg-Glücksburg, all'epoca case regnanti di Danimarca e Grecia, discendendo però anche dagli Orléans e dai Braganza, quest'ultima casa reale del Portogallo e del Brasile. Si diceva che il matrimonio dei suoi genitori fosse un matrimonio politico più che un'unione amorosa . Fu battezzato il 24 febbraio 1894 con i nomi Viggo Cristiano Adolfo Giorgio; i suoi padrini furono il nonno re Cristiano IX e la regina Luisa di Danimarca (suoi nonni paterni), il principe Cristiano di Danimarca, il principe Giorgio di Grecia e Danimarca, quest'ultimi cugini di secondo grado per via paterna, il granduca Adolfo e la granduchessa Adelaide Maria di Lussemburgo, Anna, langravia d'Assia e la principessa Maria di Anhalt. Intraprese la carriera militare .
Senza il permesso richiesti dalla legge danese per un matrimonio dinastico , Viggo sposò Margaret Eleanor Green (New York, 5 novembre 1895 - Copenaghen, 3 luglio 1966), a New York, il 10 giugno 1924; come divenne consuetudine nella casa reale danese in caso di matrimonio con una persona comune, prima delle nozze, il principe Viggo rinunciò al suo posto nella linea di successione al trono danese, perdendo il titolo di principe di Danimarca e il suo titolo di Altezza reale . Assunse il titolo di "Principe Viggo, conte di Rosenborg" e il titolo di Altezza reale il 21 dicembre 1923, con l'autorizzazione del re. Sebbene il titolo comitale fosse stato reso ereditario per tutti i suoi discendenti legittimi in linea maschile, il titolo principesco era riservato a lui stesso e alla moglie  ("Principe e Principessa Viggo") . La coppia non ebbe figli.
Il principe Viggo morì a Ebeltoft nel 1970. Era l'ultimo nipote sopravvissuto di Cristiano IX.

## Ascendenza
|                           |                              |                                     | Genitori                                   |  |  | Nonni |  |  | Bisnonni                                                       |  |  | Trisnonni                                            |  |
|                           |                              |                                     |                                            |  |  |       |  |  | Federico Guglielmo di Schleswig-Holstein-Sonderburg-Glücksburg |  |  | Federico Carlo di Schleswig-Holstein-Sonderburg-Beck |  |
|                           |                              |                                     |                                            |  |  |       |  |  | Federico Guglielmo di Schleswig-Holstein-Sonderburg-Glücksburg |  |  | Federico Carlo di Schleswig-Holstein-Sonderburg-Beck |  |
|                           |                              | Federica di Schlieben               |                                            |  |  |       |  |  | Federico Guglielmo di Schleswig-Holstein-Sonderburg-Glücksburg |  |  |                                                      |  |
| Cristiano IX di Danimarca |                              |                                     |                                            |  |  |       |  |  | Federico Guglielmo di Schleswig-Holstein-Sonderburg-Glücksburg |  |  |                                                      |  |
|                           |                              | Luisa Carolina d'Assia-Kassel       | Carlo d'Assia-Kassel                       |  |  |       |  |  |                                                                |  |  |                                                      |  |
|                           |                              | Luisa Carolina d'Assia-Kassel       | Carlo d'Assia-Kassel                       |  |  |       |  |  |                                                                |  |  |                                                      |  |
|                           |                              | Luisa Carolina d'Assia-Kassel       | Luisa di Danimarca                         |  |  |       |  |  |                                                                |  |  |                                                      |  |
| Valdemaro di Danimarca    |                              | Luisa Carolina d'Assia-Kassel       |                                            |  |  |       |  |  |                                                                |  |  |                                                      |  |
|                           |                              | Guglielmo d'Assia-Kassel            | Federico d'Assia-Kassel                    |  |  |       |  |  |                                                                |  |  |                                                      |  |
|                           |                              | Guglielmo d'Assia-Kassel            | Federico d'Assia-Kassel                    |  |  |       |  |  |                                                                |  |  |                                                      |  |
|                           |                              | Guglielmo d'Assia-Kassel            | Carolina di Nassau-Usingen                 |  |  |       |  |  |                                                                |  |  |                                                      |  |
| Luisa d'Assia-Kassel      |                              | Guglielmo d'Assia-Kassel            |                                            |  |  |       |  |  |                                                                |  |  |                                                      |  |
|                           |                              | Luisa Carlotta di Danimarca         | Federico di Danimarca                      |  |  |       |  |  |                                                                |  |  |                                                      |  |
|                           |                              | Luisa Carlotta di Danimarca         | Federico di Danimarca                      |  |  |       |  |  |                                                                |  |  |                                                      |  |
|                           |                              | Luisa Carlotta di Danimarca         | Sofia Federica di Meclemburgo-Schwerin     |  |  |       |  |  |                                                                |  |  |                                                      |  |
| Viggo di Danimarca        |                              | Luisa Carlotta di Danimarca         |                                            |  |  |       |  |  |                                                                |  |  |                                                      |  |
|                           | Ferdinando Filippo d'Orléans | Luigi Filippo di Francia            |                                            |  |  |       |  |  |                                                                |  |  |                                                      |  |
|                           | Ferdinando Filippo d'Orléans | Luigi Filippo di Francia            |                                            |  |  |       |  |  |                                                                |  |  |                                                      |  |
|                           | Ferdinando Filippo d'Orléans | Maria Amalia di Borbone-Due Sicilie |                                            |  |  |       |  |  |                                                                |  |  |                                                      |  |
| Roberto d'Orléans         | Ferdinando Filippo d'Orléans |                                     |                                            |  |  |       |  |  |                                                                |  |  |                                                      |  |
|                           |                              | Elena di Meclemburgo-Schwerin       | Federico Ludovico di Meclemburgo-Schwerin  |  |  |       |  |  |                                                                |  |  |                                                      |  |
|                           |                              | Elena di Meclemburgo-Schwerin       | Federico Ludovico di Meclemburgo-Schwerin  |  |  |       |  |  |                                                                |  |  |                                                      |  |
|                           |                              | Elena di Meclemburgo-Schwerin       | Carolina Luisa di Sassonia-Weimar-Eisenach |  |  |       |  |  |                                                                |  |  |                                                      |  |
| Maria d'Orléans           |                              | Elena di Meclemburgo-Schwerin       |                                            |  |  |       |  |  |                                                                |  |  |                                                      |  |
|                           |                              | Francesco d'Orléans                 | Luigi Filippo di Francia                   |  |  |       |  |  |                                                                |  |  |                                                      |  |
|                           |                              | Francesco d'Orléans                 | Luigi Filippo di Francia                   |  |  |       |  |  |                                                                |  |  |                                                      |  |
|                           |                              | Francesco d'Orléans                 | Maria Amalia di Borbone-Due Sicilie        |  |  |       |  |  |                                                                |  |  |                                                      |  |
| Francesca Maria d'Orléans |                              | Francesco d'Orléans                 |                                            |  |  |       |  |  |                                                                |  |  |                                                      |  |
|                           |                              | Francesca di Braganza               | Pietro I del Brasile                       |  |  |       |  |  |                                                                |  |  |                                                      |  |
|                           |                              | Francesca di Braganza               | Pietro I del Brasile                       |  |  |       |  |  |                                                                |  |  |                                                      |  |
|                           |                              | Francesca di Braganza               | Maria Leopoldina d'Asburgo-Lorena          |  |  |       |  |  |                                                                |  |  |                                                      |  |
|                           |                              | Francesca di Braganza               |                                            |  |  |       |  |  |                                                                |  |  |                                                      |  |